# José Canalejas (westernacteur)
José Álvarez Canalejas (Madrid, 14 februari 1925 – aldaar, 1 mei 2015) was een Spaans acteur.
Canalejas was een acteur die vooral in spaghettiwesterns speelde. Zo af en toe was hij actief in een horrorfilm of een familieserie. Ook was hij regisseur van twee komische films ("The last process in Paris" en "El in ... moral", beide met de Calatrava Brothers in de hoofdrol).
Zijn eerste filmrol was als een luitenant in The Sign of Zorro en vervolgens speelde hij in meer dan 90 films als bijvoorbeeld "Torrejón City", "Gidget Goes to Rome", A Fistful of Dollars, "Per un dollaro di gloria", Django, "Killer, adios", "Il prezzo del potere" , "Arriva Sabata!" , Horror Express, "Bad Medicine" , "Bianco Apache" en "Scalps".
In 1990 speelde hij mee in de Spaanse tv-serie "Los jinetes del alba". Zijn laatste film was in 1997 "Niño nadie" (met zijn zus Lina Canalejas).
Canalejas was getrouwd met María del Carmen Yegros Antón van 1956 tot aan haar dood in 1992. Hij overleed in 2015 op 90-jarige leeftijd.
- Biblioteca Nacional de España: XX1558001
- International Standard Name Identifier: 0000 0000 5995 8396
- Virtual International Authority File: 87285277
- WorldCat: E39PBJkdq9v4mBVTCdWJybXfMP